# Comocladia brasiliastrum
Comocladia brasiliastrum är en sumakväxtart som beskrevs av Jean Louis Marie Poiret. Comocladia brasiliastrum ingår i släktet Comocladia och familjen sumakväxter. Inga underarter finns listade i Catalogue of Life.